# Église Saint-Stanislas de Saint-Pétersbourg
L’église Saint-Stanislas est une église catholique de style néoclassique située à Saint-Pétersbourg, à l'angle de la rue du Syndicat des Imprimeurs et de la rue Masterskaïa.

## Histoire
L’église a été construite grâce à Mgr Stanislas Bohucz-Striestrzencewicz (1731-1826), premier archevêque du archidiocèse de Moguilev-Saint-Pétersbourg à partir de 1783, qui fit don de fonds et d’un terrain, où se trouvait son ancienne résidence. L’église, construite entre 1823 et 1825, est l’œuvre de l'architecte italien David Visconti. Elle peut contenir sept cents personnes. Un an après la consécration, l’archevêque y est enterré. Ce fut la deuxième église catholique à être édifiée après celle de Sainte-Catherine sur la perspective Nevski. La paroisse comptait dix mille deux-cents fidèles à la veille de la révolution de 1917. Elle disposait d'une école paroissiale (au n° 9 de la rue Masterskaïa) et d'œuvres de charité. Mgr Antoni Malecki (1861-1935), qui fut déporté en Sibérie dans les années 1930, y officia de 1887 à 1921. Une plaque rappelle sa mémoire à l’intérieur de l’église. 
Les sermons sont dits en russe à partir de 1919 et non plus en polonais, le latin comme partout dans le monde étant la langue liturgique. Tous les biens et le mobilier de valeur de l'église sont saisis en 1922, comme dans toutes les églises de Petrograd, catholiques ou orthodoxes, dont la majorité sont fermées à partir de décembre 1922 sur ordre de Zinoviev. Son curé, l'abbé Juniewicz, est envoyé en camp de travail, à l'issue du procès de Moscou des catholiques (dont Mgr Cieplak et Mgr Budkiewicz qui sera fusillé) de mars 1923 qui démantèle la petite hiérarchie catholique. L'église est fermée de mars à juin 1923. En novembre 1923, le curé Pawel Chodniewicz, permet à un prêtre de l'Église grecque-catholique russe de célébrer la liturgie à l'issue de laquelle une paroissienne Julia Danzas, assistante à l'université de Petrograd, prononce une conférence sur saint Josaphat. Elle est directement arrêtée et envoyée en camp de travail. 

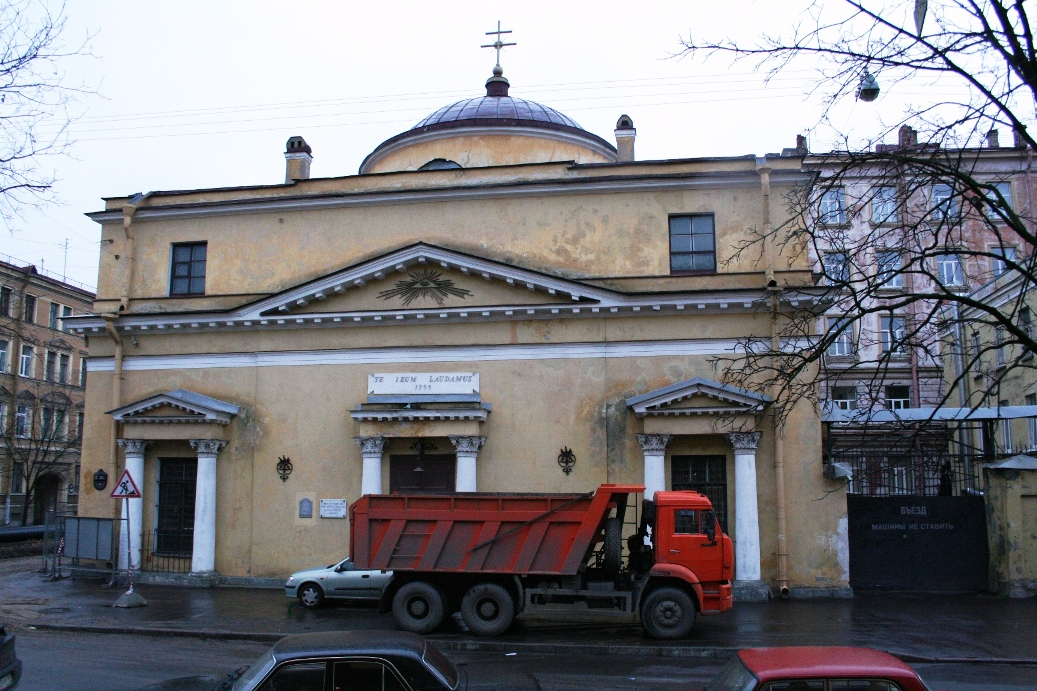
L'église en cours de restauration

La plupart des fidèles actifs sont arrêtés et une cinquantaine d'entre eux est déportée en 1931. L’église est transformée en entrepôt en 1935. L'église rouvre en 1955, puis est fermée en 1961, et son desservant, l'abbé Butkiewicz, vicaire à Notre-Dame-de-Lourdes est envoyé au goulag en 1967. L'église devient l'atelier de couture Rot Front (Le Front Rouge). Le bâtiment est restauré dans les années 1980 pour aménager l'atelier en salon de couture et permettre des défilés de mode.

## Aujourd'hui

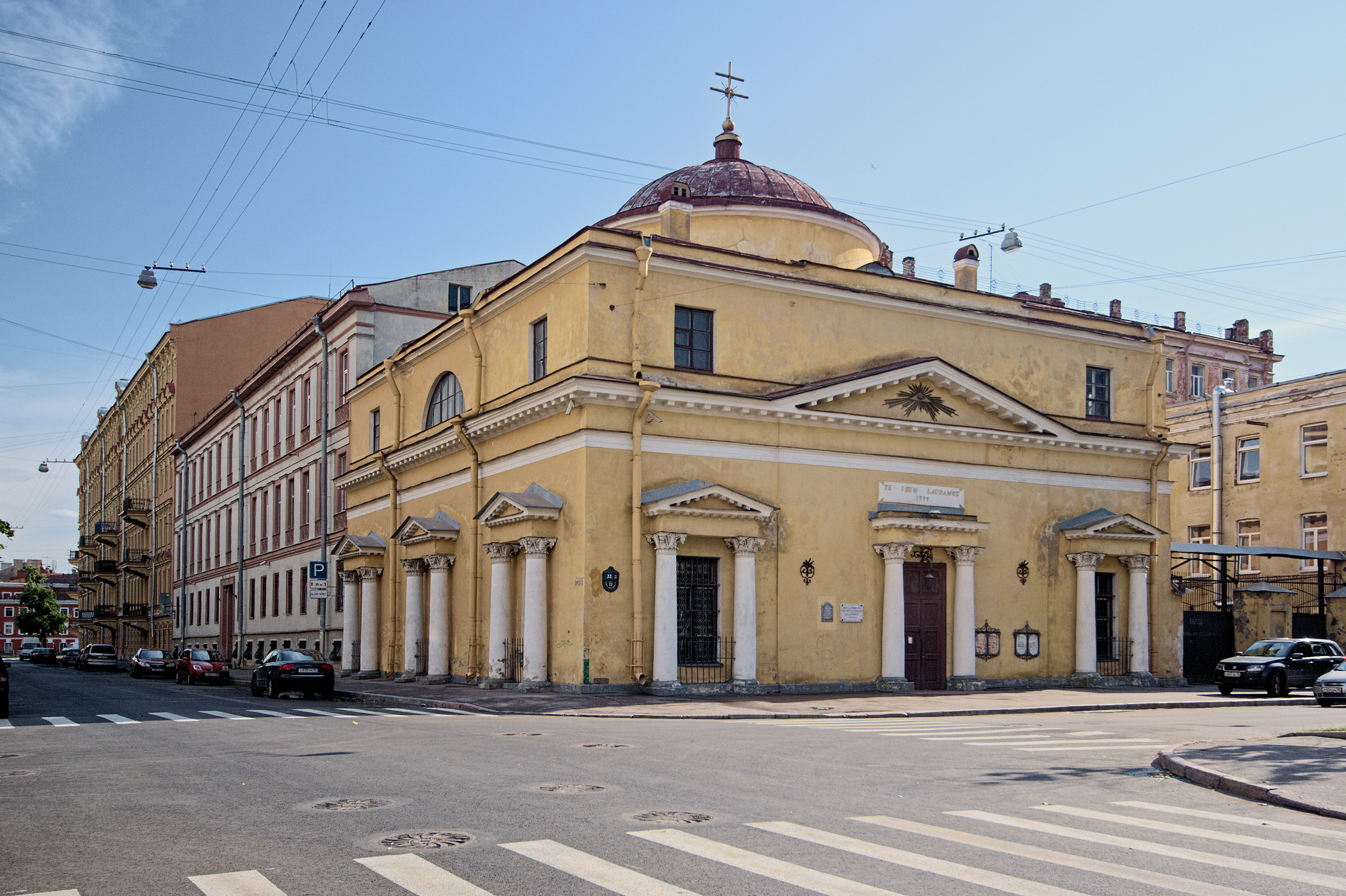
Façade de l'église

La paroisse est à nouveau enregistrée en 1992. L’église retourne au culte catholique en 1996 et le cardinal Jozef Glemp vient la bénir solennellement en 1998. L'intérieur est entièrement restauré avec ses colonnes corinthiennes surplombant une coupole. Des fresques de style romantique représentant les Évangélistes sont mises au jour.
Une plaque de marbre en mémoire de Jean-Paul II est apposée à l'intérieur en 2005.
Les messes sont célébrées à 19 heures en semaine et à 10 heures et 11 heures les dimanches et jours de fête.